# Ferdinand Moser (Grafiker)
Ferdinand Moser (* 14. Juli 1859 in Kronach; † 23. Juli 1930 in Würzburg) war ein deutscher Grafiker und Designer sowie Kunstgewerbeschul-Lehrer bzw. -Direktor.

## Leben
Moser wurde als Sohn des Königlichen Forstrates Ferdinand Moser geboren. Nachdem Moser die Elementarschule und ein Gymnasium in München absolviert hatte, studierte er an der Königlichen Kunstgewerbeschule München, der Technischen Hochschule München und schließlich an der Münchner Kunstakademie. An der Kunstakademie legte er die Staatsprüfung für Zeichnen und Modellieren ab.
In den Jahren 1878/1879 war er Aushilfslehrer an Realschulen. Später erhielt er eine Stelle als Assistent für kunstgewerbliches Zeichnen an der Städtischen Handwerkerschule München. 1884 wurde er an dieser Schule Hauptlehrer. Er wirkte in den 1880er Jahren bei der Erweiterung des Münchner Centralbahnhofs an der Innengestaltung mit.
Im Jahr 1891 wurde er Subdirektor der Handwerker- und Kunstgewerbeschule Hannover, 1892 trat er die Stelle als Direktor der Kunstgewerbe- und Handwerkerschule Magdeburg an. Moser erarbeitete auf Anforderung des preußischen Kultusministeriums das erste schriftliche Programm für diese Schule und führte die Praxis von Jahresberichten ein, die so bis 1916 beibehalten wurde.
1897 verließ er Magdeburg und wurde Rektor der Königlich Bayerischen Kreisbaugewerkschule Kaiserslautern. Zugleich bekleidete er dort die Position als Direktor des Pfälzischen Gewerbemuseums. In seiner Amtszeit erfolgten größere bauliche Erweiterungen des Museums und eine Ausweitung der gezeigten Exponate. Durch die Übernahme der Sammlung des Kunstmäzens Joseph Benzino gelang es ihm, das Museum zu einem Kunstmuseum mit überregionalem Ansehen auszubauen.
Aufsehen erregte seine Entscheidung, ab 1901 auch einen Zeichenkurs für Frauen und Mädchen, die sogenannte Damenakademie einzuführen.
Im Jahr 1904 erhielt er für seine Verdienste den Titel Professor verliehen. Ende des Jahres 1908 wurde er Direktor des Polytechnischen Zentralvereins in Würzburg.

## Schriften
- Ornamentale Pflanzenstudien auf dem Gebiet der heimischen Flora. 1888.
- Handbuch der Pflanzenornamentik. Zugleich eine Sammlung von Einzelmotiven für Musterzeichner und Kunstgewerbetreibende. Leipzig 1893.
- Ornamentvorlagen für gewerbliche Fach- und Fortbildungsschulen. 1893/1894 und 1895. (gemeinsam mit Carl Skomal)
- Die Kunstgewerbe- und Handwerkerschule zu Magdeburg 1793–1893. In: Kunstgewerbeblatt, Neue Folge, 5. Jahrgang 1893/1894, Seite 4 ff.
- Der Holzschnitzlersbub aus der Rhön. („Künstlerroman“) Würzburg 1921.